# Artawazd Awakian
Artawazd Arszakowicz Awakian (ros. Артавазд Аршакович Авакян, ur. 21 lipca 1907, zm. 16 listopada 1966 Gorki Leninskije) – radziecki naukowiec, akademik, specjalista w dziedzinie agrobiologii i fizjologii roślin, selekcjoner.

## Wykształcenie
- Erywański Instytut Rolniczy, wydział agronomiczny, Erywań 1926-1931;

## Członkostwo w akademiach
- członek korespondent  Rosyjskiej Akademii Nauk od 04 grudnia 1946;
- akademik Wszechzwiązkowej Akademii Nauk Rolniczych im. W.I. Lenina od 1948[1].

## Nagrody i wyróżnienia
- Order „Znak Honoru” 1939;
- mały złoty medal Wszechzwiązkowej Wystawy Rolniczej 1939;
- Order Lenina 1949;
- Nagroda Stalinowska 1941, 1951[1].